# Spring Grove (Indiana)
Spring Grove es un pueblo ubicado en el condado de Wayne en el estado estadounidense de Indiana. En el Censo de 2010 tenía una población de 344 habitantes y una densidad poblacional de 417,67 personas por km².

## Geografía
Spring Grove se encuentra ubicado en las coordenadas 39°50′51″N 84°53′26″O / 39.84750, -84.89056. Según la Oficina del Censo de los Estados Unidos, Spring Grove tiene una superficie total de 0.82 km², de la cual 0.82 km² corresponden a tierra firme y (0.31%) 0 km² es agua.

## Demografía
Según el censo de 2010, había 344 personas residiendo en Spring Grove. La densidad de población era de 417,67 hab./km². De los 344 habitantes, Spring Grove estaba compuesto por el 89.24% blancos, el 5.52% eran afroamericanos, el 0% eran amerindios, el 1.16% eran asiáticos, el 0% eran isleños del Pacífico, el 0% eran de otras razas y el 4.07% pertenecían a dos o más razas. Del total de la población el 0.87% eran hispanos o latinos de cualquier raza.